# Бримка на Хенле
Бримката на Хенле е открита през XIX век от немския лекар и анатом Фридрих Густaв Якоб Хенле. Кръвта се филтрира в гломерула и се резорбират органични молекули, които организма си ги запазва. Но по-голямата част от резорбцията се случва в бримката на Хенле, която осъществява три важни процеса:
1. извлича повечето от необходимата за организма вода от филтрата, докато преминава през медулата (сърцевина);
2. изпомпва солите, които организмът задържа;
3. докато извършва първите 2 процеса, тох прави сърцевината хипертонична, т.е.много солена сравнено с филтрата, като създава конвентрационен градиент, позволяващ на медулата да извлече още вода.